# Disocactus biformis
Disocactus biformis este o specie din genul Disocactus din familia cactușilor (Cactaceae). Epitetul specific biformis înseamnă „în două forme”.

## Descriere
Disocactus biformis are un trunchi de formă cilindrică, lung de 20-50 cm. Lăstarii individuali sunt bogat ramificați, asemănători frunzelor, plați, lungi de până la 20 cm și lați de doar 1-2 cm, cu o margine ușor dințată. Areolele sunt fără spini și mici. Florile, de culoare roșiatică până la magenta, măsoară 5-6 cm. Ele apar lateral din areolele superioare și sunt ușor curbate în sus, având formă de pâlnie. Fructele sunt de un violet roșiatic, în formă de ou sau pară și lungi de 1,5 cm.